# Cratere Rufina
Rufina  è un cratere sulla superficie di Venere.